# Allan Wells
Allan Wipper Wells (Edinburgh, 3. svibnja 1952.), škotski atletičar, koji je olimpijske medalje osvajao pod zastavom Velike Britanije.
Najveće domete Wells je ostvario na Olimpijskim igrama u Moskvi 1980. godine kada je pobijedio u utrci na 100 m te bio drugi u utrci na 200 m. Činjenicu da su te igre bojkotirale SAD čiji su sprinteri bili favoriti na 100 m iskoristili su kritičari da bi umanjili vrijednost Wellsovog pothvata tvrdnjom da je u Moskvi konkurencija bila značajno okrnjena. Međutim, te je iste godine u nastavku sezone na mitinzima u Europi Wells pobjeđivao sve američke sprintere koji su se na njima natjecali, te time dokazao da je ipak tada bio u sjajnoj formi.
Osim olimpijskih naslova Wells je višestruki pobjednik Igara Comonwealtha. Kako su Svjetska prvenstva u atletici počela s održavanjem 1983. godine, pri kraju njegove karijere, ondje je samo jednom bio četvrti na 200 m. Nastupio je i na Igrama u Los Angelesu 1984. godine ali nije stigao dalje od polufinala.